# El Crous (Vilanova de Sau)
El Crous és una masia del municipi de Vilanova de Sau (Osona). Tant la masia com la seva capella del segle xviii estan incloses en l'Inventari del Patrimoni Arquitectònic Català.

## Masia
És una masia de planta rectangular coberta a dues vessants, amb el carener paral·lel a la façana, orientada a migdia. Es troba assentada sobre el desnivell del terreny, de manera que a llevant presenta dos pisos i a ponent tres. La façana presenta un portal dovellat i algunes finestres. A l'extrem dret s'hi adossa un cos de porxos coberts a dues vessants i amb barana de fusta a nivell del primer pis. La part de ponent presenta dos portals a la planta, diverses finestres i una obertura sota el carener; a l'extrem esquerre s'hi adossa un cos baix. El ràfec de tramuntana és més prolongat que el de migdia.
El materials constructius de la masia és el granit vermell unit amb morter de calç i arrebossat al damunt. Les obertures i els porxos són de pedra vista.
L'estat de conservació és bo, ja que és habitat com a segona residència.
La cabana és una construcció de planta rectangular coberta a una sola vessant que vessa les aigües vers el sud-oest. Està adossada a un gran desnivell del terreny per la part nord-est. El mur sud-est presenta un gran obi de pedra de gres gris i un portal rectangular al costat. Al nord-est presenta un portal amb llinda de fusta i un carreu datat. Els materials constructius són granit vermell unit amb fang i morter i calç. Els escaires i algunes obertures són de pedra picada.

## Capella
La capella és de nau única, sense transsepte ni absis ni campanar. El portal, d'arc de mig punt, és orientat a migdia i està format per dovelles.
És construïda amb pedra i morter; el portal té les dovelles de pedra picada. Alguns sectors dels murs exteriors són arrebossats.
La nau és de volta de canó, una mica alta, i no presenta obertures. Sota el ràfec de teulada hi ha detalls decoratius de rajola de ceràmica.
L'interior serveix de magatzem.
La capella es troba en un llastimós estat d'abandó, quedant gairebé coberta per les bardisses.

## Història
És una masia situada dins la parròquia de Vilanova de Sau prop del modern poblat de Sant Romà. La capella es troba a pocs metres del mas el Crous, que pertany a l'antiga demarcació de la parròquia de Sant Andreu de Bancells. Aquest mas es troba registrat als fogatges de la parròquia del 1553. Es troba registrada al nomenclàtor de la província de l'any 1892 i consta com el Crous de Vilanova "ALQUERIA CASA DE LABOR". Segurament però, la seva història ve de més antic, com ho demostra la data de la llinda d'una finestra: 1791. No hi ha cap altra dada que ens permeti precisar més la seva història.
La capella fou, segurament, construïda durant el segle xviii com indica el portal d'entrada datat l'any 1776. Era la mateixa època de reforma del mas, en un moment d'esplendor agrícola. Avui, tant el mas com la capella romanen tristament abandonats patint la despoblació que ha experimentat la Guilleria.